# Tombe de la couronne en or
Le tombeau de la couronne d'or ( Geumgwanchong ) est un tumulus de la période Silla situé dans la ville de Gyeongju en Corée du Sud, qui est l'ancienne capitale de l'ancien royaume de Silla. Considéré comme datant du Ve ou VIe siècle de notre ère, le tombeau a été fouillé en 1921. C'est la première tombe dans laquelle a été trouvée une couronne en or du royaume de Silla, elle demeure la plus grande couronne de ce type connue à ce jour. Plus de 40 000 autres artefacts ont été excavés de ce tombeau, notamment des « vaisseaux en or, en argent et en bronze, des armes en or et en argent, des armures en plaques de bronze doré, des récipients en grès, 20 000 perles indopacifiques principalement bleues et des accessoires pour chevaux »,.
Le diamètre de la tombe est de 45 m et sa hauteur est de 12 m. De telles tombes, en monticule de pierre, n'ont été construites qu'à l'époque Shinar. Le tombeau, à l'époque de sa construction, était probablement verni et laqué. La structure du tombeau et l'histoire de l'influence bouddhiste suggèrent qu'il a été construit après le règne du roi Jijeung. Cela placerait sa date de construction autour du VIe siècle, qui précède la période unifiée de Silla. Le tombeau, d'architecture simple, ne contient qu'une salle.

## Fouilles de la tombe
Les premiers artefacts ont été trouvés lors de travaux de construction dans la cour arrière d'une maison privée en 1921. Des fouilles archéologiques se sont ensuivies, ce qui a engendré un intérêt croissant des Japonais pour les tombes de Silla. Cela a conduit à la découverte d'autres grandes tombes telles que celles de Geumryungchong et de Seabongchong.

## Artefacts découverts
Des ornements de ceinture en or et en argent ont été excavés en même temps que la couronne d'or. Ils sont faits d'une fine bande d'or ou d'argent et comptent 17 pendentifs de formes variées. Les ornements de ceinture en argent ont un design similaire à ceux mis au jour dans la tombe royale de Baekje, indiquant un contact entre Silla et Baekje dans la seconde moitié du Ve siècle.
Les récipients étaient faits d'or, d'argent, de bronze ou différents alliages de ces 3 éléments. Des pots à quatre coins et des chaudrons traditionnels coréens en fonte étaient décorés de gravures délicates figurants les relations avec Goguryeo. Un récipient à trépied en bronze, qui est peut-être d'importation chinoise. Il était peu probable que la classe ouvrière de l'époque ait utilisé des récipients en métal qui étaient destinés à la classe dirigeante de Silla.
Les armes trouvées comprenaient des épées en or et en argent et des casques et armures en or et en bronze.
Une ceinture dorée mesurant 109 centimètres de long est composée de 39 plaques, avec 17 chaînes suspendues à la ceinture principale. Elle est un autre symbole important de la royauté et ne se trouve que dans les tombes royales.
La couronne dorée trouvée dans cette tombe est remarquable pour son capuchon intérieur en métal ajouré complexe contenant des images d'ailes d'oiseaux, ce qui est symbolique des pratiques chamaniques. L'ornementation de la couronne est simple et équilibrée, présente des formes de cœur, d'écailles de poisson et de losanges. Un ornement de diadème représente un oiseau sur le point de s'envoler. Sur les ailes de la couronne, un motif de dragon est gravé.

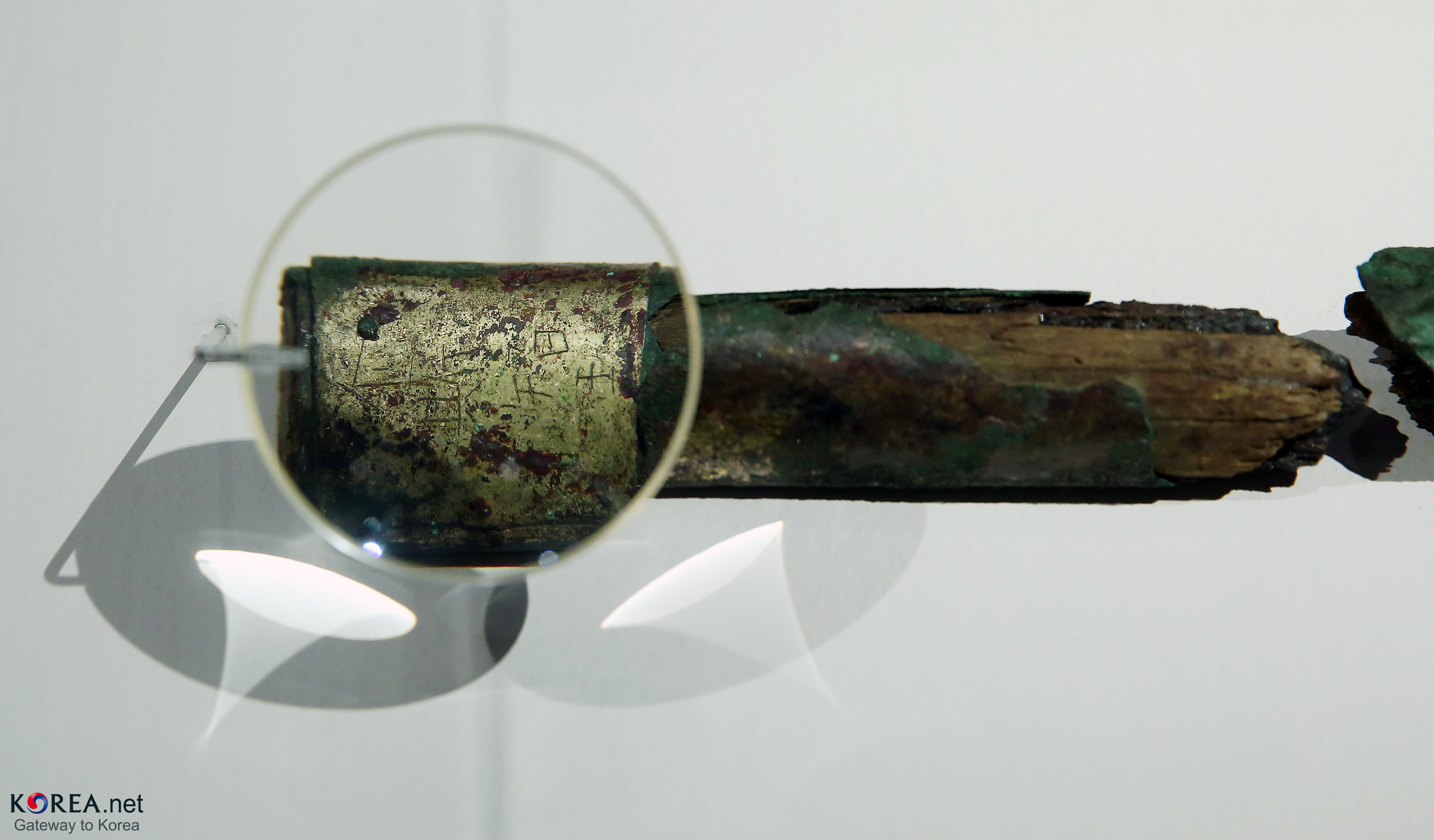
Fourreau du roi Isaji, également trouvé dans la tombe de Geumgwanchong. Quatre caractères chinois, 尒斯智王, signifiant « Roi Isaji », sont visibles sous la loupe.
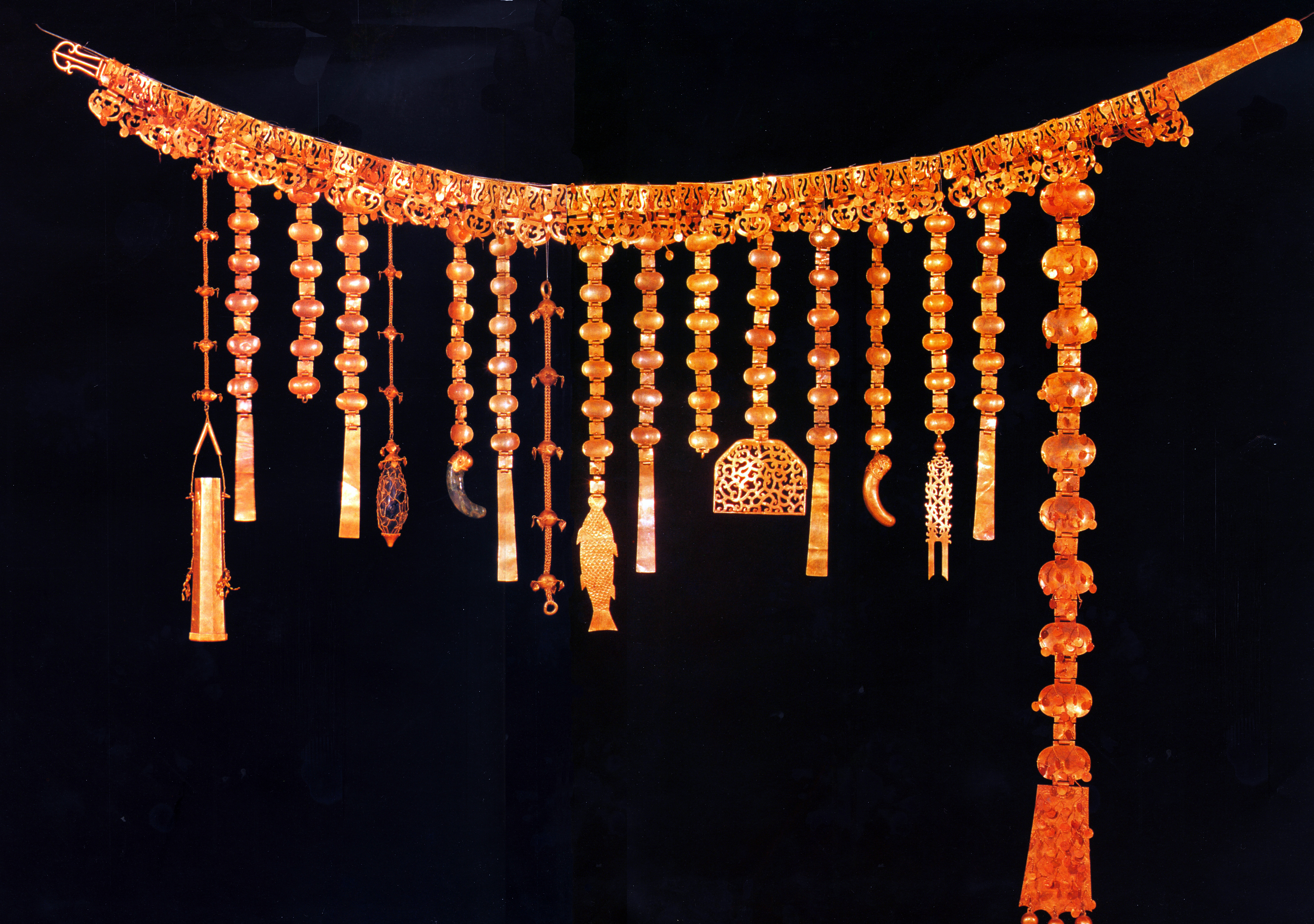
Ceinture et pendentifs en or de la tombe de la couronne en or

## Voir également
- Portail de la Corée
- Histoire de la Corée
- Trésors nationaux de Corée du Sud
- Art coréen
- Couronnes de Silla